# Liên hiệp Nam Phi
Liên hiệp Nam Phi (tiếng Anh: Union of South Africa, tiếng Hà Lan: Unie van Zuid-Afrika, tiếng Afrikaans: Unie van Suid-Afrika) là nhà nước tiền thân trong lịch sử của Cộng hòa Nam Phi ngày nay. Liên hiệp được thành lập vào ngày 31 tháng 5 năm 1910, từ sự liên kết của bốn thuộc địa thuộc Anh là Thuộc địa Cape, Thuộc địa Natal, Thuộc địa Transvaal và Thuộc địa Sông Orange. Bao gồm những phần lãnh thổ trước đó là một phần của Cộng hòa Transvaal và Nhà nước Tự do Orange.
Sau chiến tranh thế giới thứ nhất, Đế quốc Đức bại trận, thuộc địa Tây Nam Phi của họ được đặt dưới sự quản lý của Liên hiệp Nam Phi với tư cách là quốc gia được Hội Quốc Liên ủy thác, nhưng Tây Nam Phi bị Liên hiệp Nam Phi xem là một tỉnh và tìm cách sáp nhập.
Giống như trường hợp Canada và Úc, Liên hiệp Nam Phi nằm dưới sự thống trị của Đế quốc Anh. Cho đến sau Tuyên bố Balfour 1926 và Đạo luật Westminster 1931 thì chủ quyền mới dần được xác lập. Liên hiệp theo hình thức chính trị quân chủ lập hiến, đứng đầu là Nữ hoàng Anh và được đại diện bởi một vị tổng đốc. Khi hiến pháp 1961 ban hành thì Liên hiệp trở thành nước cộng hòa, và tạm thời họ rời Khối thịnh vượng chung của Anh.

## Bối cảnh
Bờ biển của Cộng hòa Namibia ngày nay vẫn không được khám phá mãi cho đến tận cuối thế kỷ 19.
Từ năm 1874, nhà lãnh đạo của dân tộc Herero bản địa là Maharero đã tiếp cận chính quyền Thuộc địa Cape ở phía nam. Ông dự đoán cuộc xâm lược của thực dân Bồ Đào Nha từ phía bắc và người Afrikaner từ phía nam, để tránh bị xâm lược nhà lãnh đạo này đã tiếp cận chính quyền Cape để thảo luận về khả năng gia nhập nhà nước bản địa của ông vào Thuộc địa Cape, và ông đòi hỏi về quyền lợi chính trị với họ nếu tham gia. Việc gia nhập Thuộc địa Cape - một quốc gia tự trị với hệ thống chính trị đa sắc tộc và có khả năng tự bảo vệ chủ quyền lãnh thổ vào thời điểm đó được coi là tốt hơn với việc bị chiếm và sáp nhập vào đế quốc Bồ Đào Nha hoặc đế quốc Đức.
Đáp lại, Nghị viện Cape đã chỉ định một Ủy ban đặc biệt do William Palgrave đứng đầu, ông đã đến lãnh thổ của người Herero giữa sông Orange và Cunene để trao đổi với nhà lãnh đạo Maharero về việc gia nhập Cape. Trong các cuộc đàm phán với Ủy ban Palgrave, một số dân tộc bản địa như Damara và Herero đã phản ứng tích cực (tháng 10 năm 1876), các dân tộc khác thì có thái độ không giống nhau. Các cuộc thảo luận xoay quanh cấu trúc quyền lực chính trị mà các dân tộc bản địa sẽ hội nhập vào Cape, thảo luận kéo dài cho đến năm 1876 thì bị Anh ngăn chặn. Chính quyền Anh đồng ý cho Cape kết hợp với lãnh thổ vùng vịnh Walvis, nhưng mãi cho đến khi người Đức đến và thiết lập chế độ bảo hộ trên khu vực này vào năm 1884, thì vùng Tây Nam Phi vẫn hoàn toàn độc lập.
Sau đó, Tây Nam Phi bị chiếm và trở thành thuộc địa của Đế quốc Đức, ngoại trừ phần lãnh thổ Vịnh Walvis và Quần đảo Chim Cánh cụt vẫn là một phần của Cape, không nằm dưới sự kiểm soát của Đức.

## Sự chiếm đóng Tây Nam Phi

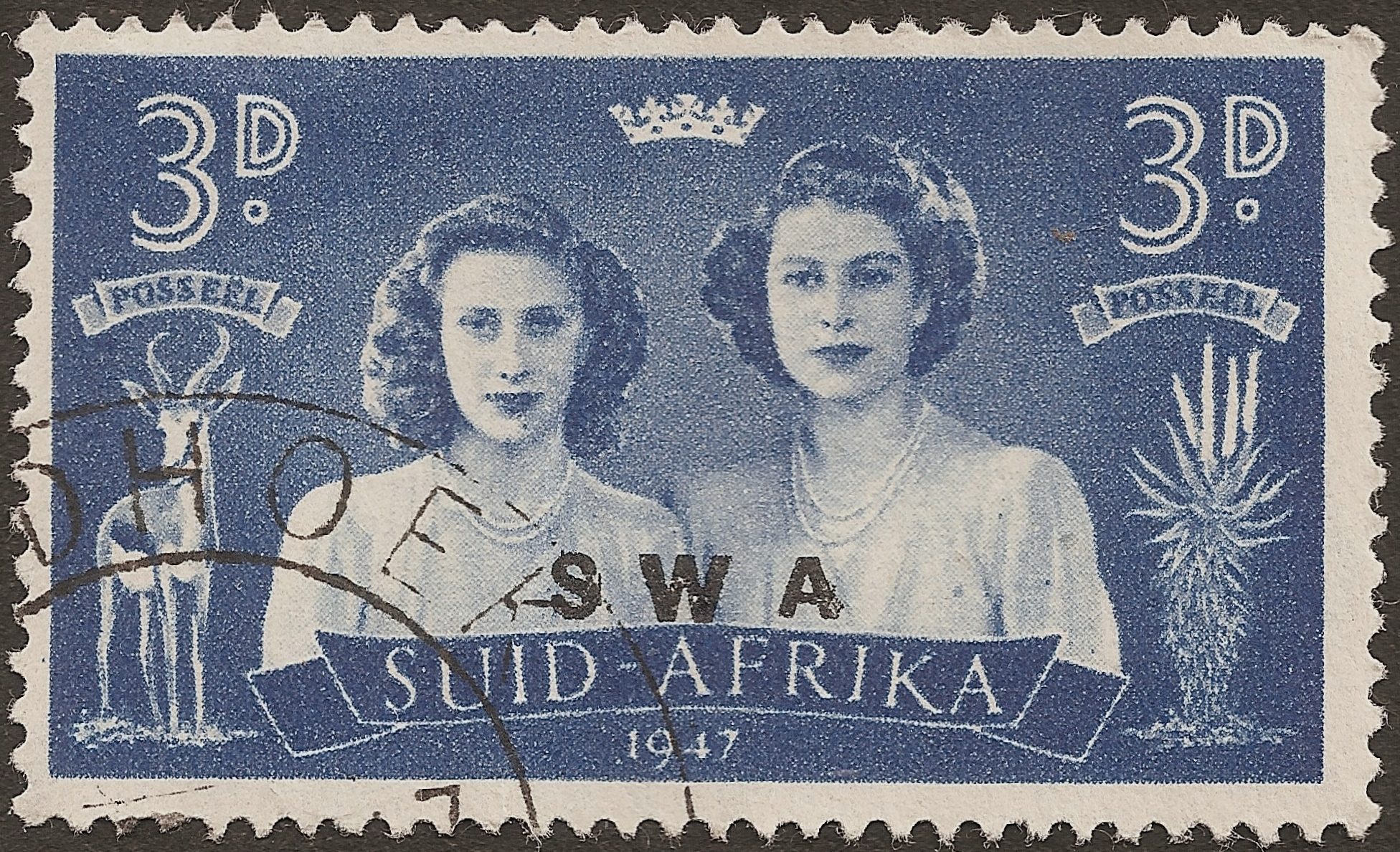
Dấu ấn Tây Nam Phi: Vương nữ Elizabeth và Margaret trong Chuyến du lịch Hoàng gia Nam Phi năm 1947

Khi Chiến tranh thế giới thứ nhất bùng nổ vào năm 1914, Liên hiệp Nam Phi đã mau chóng xâm chiếm và sáp nhập thuộc địa này của Đức. Với việc thành lập Hội Quốc Liên và chấm dứt chiến tranh thế giới thứ nhất, Nam Phi đã được trao Nhiệm vụ C, nhiệm vụ Hội Quốc Liên ủy thác quản lý Tây Nam Phi. Nhưng sau đó, Liên hiệp Nam Phi xem Tây Nam Phi là một tỉnh thứ năm, mặc dù thực tế chưa bao giờ có vị thế chính trị chính thức.
Với việc thành lập Liên Hợp Quốc, Liên hiệp Nam Phi đã nộp đơn xin thành lập Tây Nam Phi như một tỉnh của mình, nhưng đơn này đã bị Liên Hợp Quốc từ chối, họ mời Nam Phi chuẩn bị một thỏa thuận ủy thác thay thế. Lời mời này đã bị Liên hiệp từ chối, sau đó họ không thay đổi vấn đề chính trị Tây Nam Phi theo ủy thác nhiệm vụ ban đầu vào năm 1919. Điều này dẫn đến hàng loạt các vấn đề pháp lý phức tạp không được giải quyết, cho đến khi Liên hiệp Nam Phi được thay thế bởi Cộng hòa Nam Phi. Vào thời điểm năm 1949, Liên hiệp đã thông qua một đạo luật sáp nhập Tây Nam Phi, bao gồm cả việc đưa đại diện Tây Nam Phi vào quốc hội Nam Phi.
Lãnh thổ Vịnh Walvis, hiện thuộc Namibia, ban đầu là một phần của Liên hiệp Nam Phi vì đây vốn dĩ là một phần của Thuộc địa Cape trước đó. Năm 1921, quản lý lãnh thổ vịnh Walvis là một phần trong Nhiệm vụ C mà Hội Quốc Liên đặt ra ở Tây Nam Phi, điều này thực thi trong thời gian Liên hiệp còn tồn tại.